# San Antonio Cuanixtepec
San Antonio Cuanixtepec är en ort i Mexiko.   Den ligger i kommunen Hermenegildo Galeana och delstaten Puebla, i den sydöstra delen av landet, 170 km nordost om huvudstaden Mexico City. San Antonio Cuanixtepec ligger 639 meter över havet och antalet invånare är 492.
Terrängen runt San Antonio Cuanixtepec är kuperad. Runt San Antonio Cuanixtepec är det ganska tätbefolkat, med 104 invånare per kvadratkilometer. Närmaste större samhälle är Olintla, 5,7 km sydost om San Antonio Cuanixtepec. Omgivningarna runt San Antonio Cuanixtepec är en mosaik av jordbruksmark och naturlig växtlighet.